# Terugspeeltheater Amsterdam

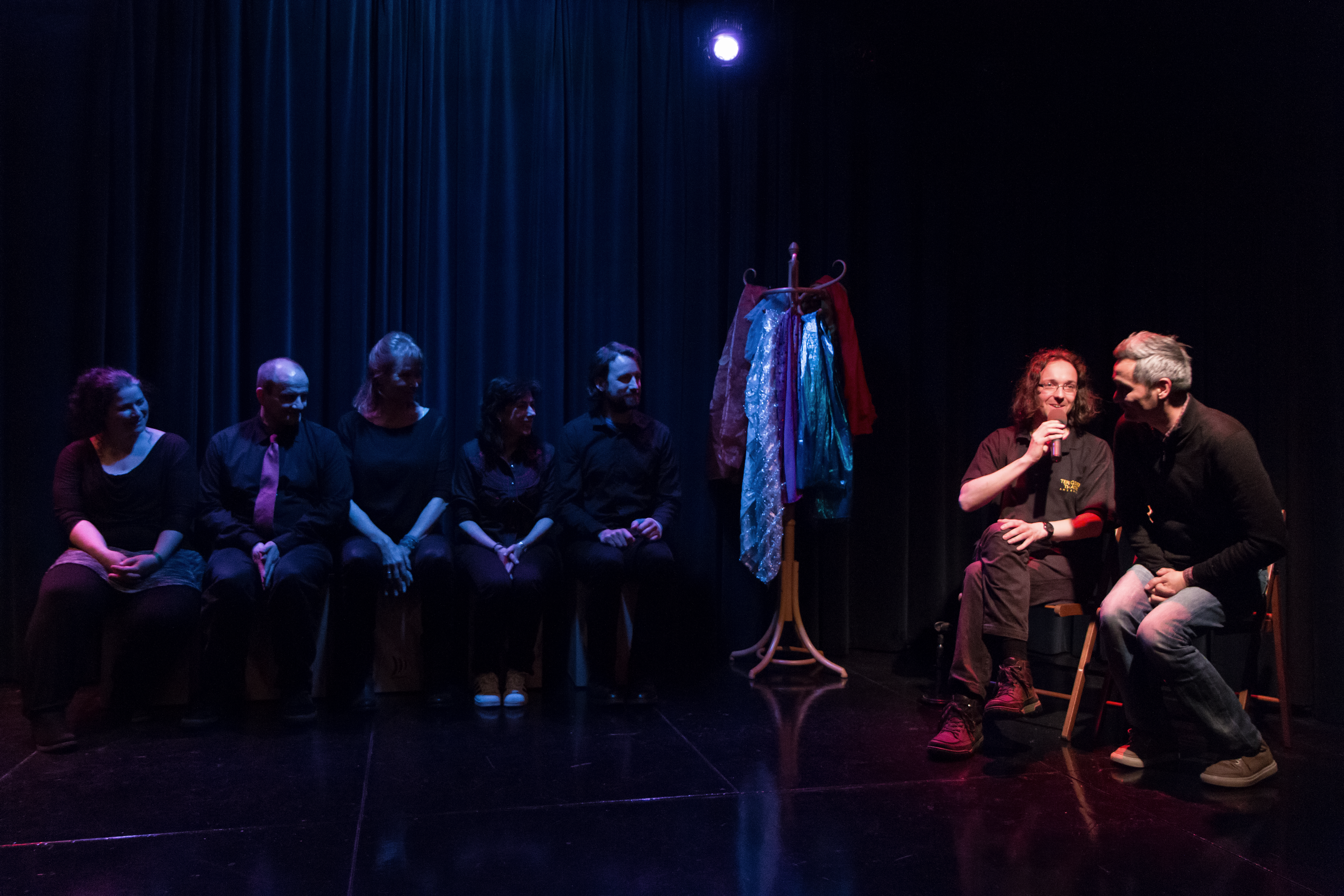
Acteurs, conductor en verteller van Terugspeeltheater

Terugspeeltheater Amsterdam is een Nederlands theatergezelschap.

## Geschiedenis
Terugspeeltheater Amsterdam (TTA) is de oudste terugspeeltheatergroep in Nederland. Terugspeeltheater (Playback Theatre) is een vorm van improvisatietheater met grote invloed vanuit dramatherapie en narratologie waarvan in 1975 de basis gelegd werd door Jonathan Fox en Jo Sallas. TTA is in 1996 formeel als stichting opgericht met als eerste bestuursleden Marcel Karreman, Leonardine Hermans en Johanna Mager. Bij oprichting werd besloten in plaats van de oorspronkelijke Engelstalige term Playback Theatre de Nederlandse vertaling 'terugspeeltheater' te introduceren om verwarring met het in die tijd populaire programma Playbackshow door Henny Huisman. Deze Nederlandstalige term is nadien de gangbare term voor het genre geworden binnen het Nederlandse taalgebied. De artistieke leiding lag in handen van Henk Hofman, toenmalig docent aan de theateracademie Utrecht en die als een van de aartsvaders van het Nederlandse improvisatietheater wordt beschouwd.

## Werkwijze
De groep maakt professionele improvisatietheater voorstellingen in interactie met het publiek. De conductor (spelleider) gaat het gesprek aan met het publiek wat ervaringen en verhalen oplevert. Vervolgens nodigt de spelleider de acteurs en de muzikant(en) uit om het verhaal vorm te geven. Dit spel verbeeldt de verhalen die vaak bij mensen en organisaties onder de oppervlakte leven. Omdat geen verhaal hetzelfde is kiezen kan voor ieder verhaal een andere spelvorm worden gebruikt die het meest recht doet. De improvisaties rond persoonlijke, werk-gerelateerde of maatschappelijke verhalen uit de actualiteit verbinden het publiek op herkenbare manier met de praktijk. Zo werpen de scènes een ander licht op de zaak en illustreren onderliggende patronen.

## Toegepast theater
Terugspeeltheater (Playback Theatre) is van origine een vorm van improvisatietheater die wordt ingezet ten behoeve van sociale verandering, onderwijs en voorlichting, therapie, rouwverwerking en verandertrajecten. Doordat ruimte gegeven wordt aan zowel positieve als negatieve verhalen en ervaringen is deze theatervorm geschikt als kanaliserend interventiemiddel. Terugspeeltheater wordt met name veel toegepast in 'zachte' sectoren zoals zorg, overheden, onderwijs en NGO's, maar steeds vaker ook in al dan niet aangepaste vorm binnen de commerciële sector en bij congressen.